# Chalid ibn Fajsal ibn Abd al-Aziz Al Su’ud

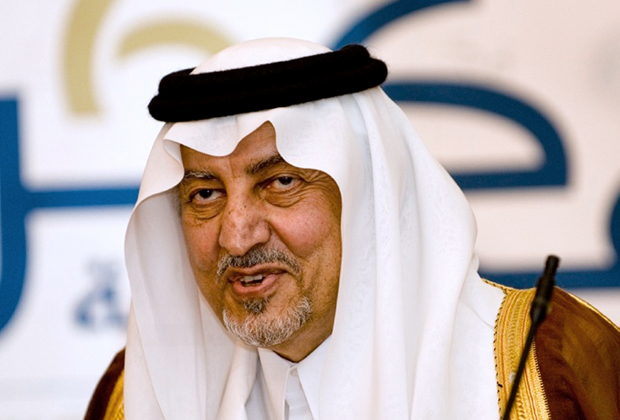

Chalid ibn Fajsal ibn Abd al-Aziz Al Su’ud (arab. خالد الفيصل بن عبد العزيز آل سعود; ur. 24 lutego 1940 w Rijadzie) – książę saudyjski.
Urodził się jako trzeci syn przyszłego króla Arabii Saudyjskiej Fajsala ibn Abd al-Aziza Al Su’uda i wnuk pierwszego króla Arabii Saudyjskiej – Abd al-Aziza ibn Su’uda. Matką księcia Chalida była Haja bint Turki ibn Abdulaziz ibn Abdullah Al Turki Al Saud.
W latach 1971–2007 był gubernatorem prowincji Asir. Od 2007 do 2013 po raz pierwszy pełnił funkcję gubernatora prowincji Mekka. W latach 2013–2015 sprawował urząd ministra edukacji. Od 2015 jest ponownie gubernatorem prowincji Mekka.
Dwukrotnie się ożenił. Doczekał się trzech synów i córki.